# St. Kilian (Schötmar)

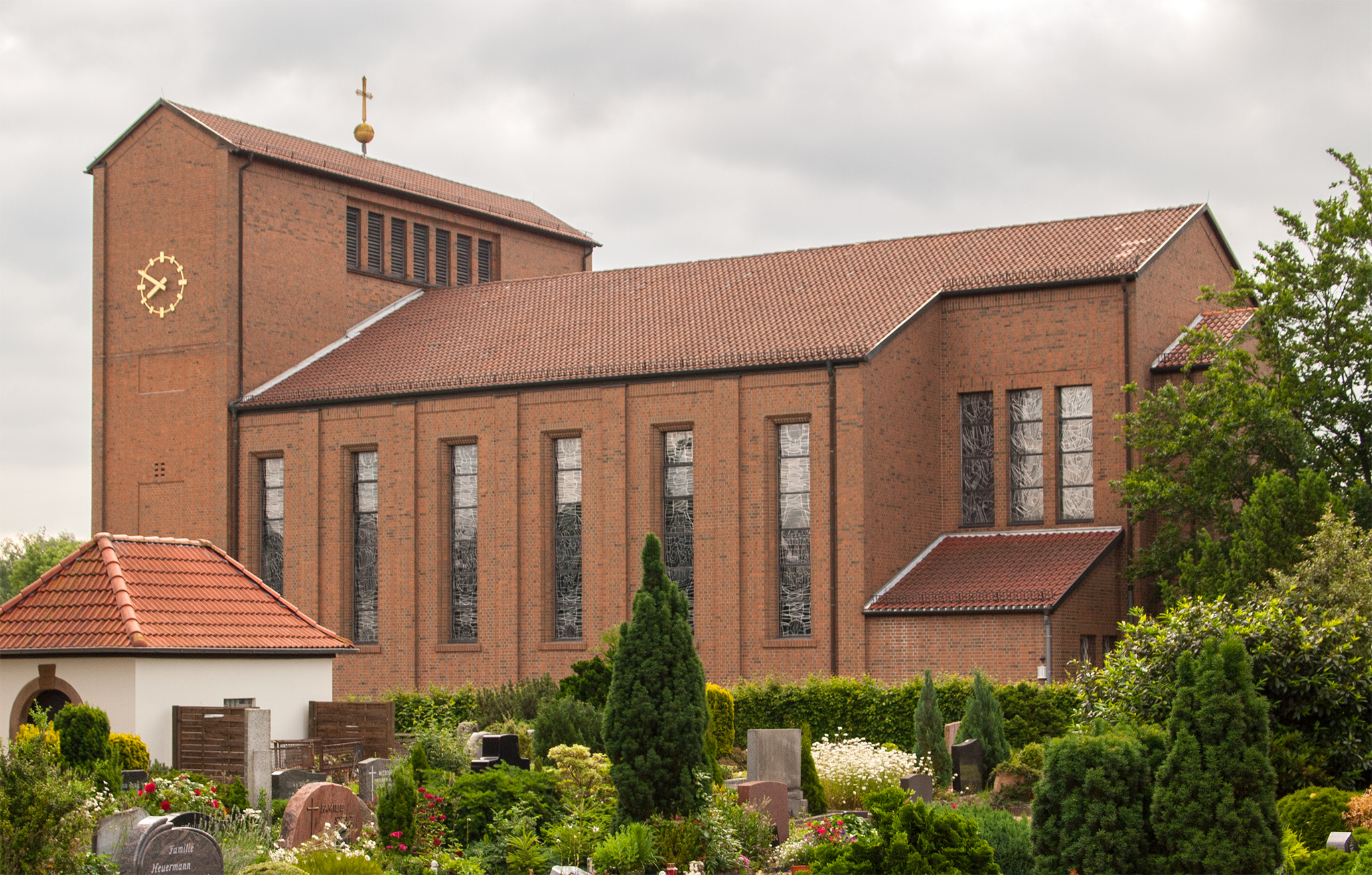
Die katholische Kirche St. Kilian in Bad Salzuflen-Schötmar

St. Kilian ist eine römisch-katholische Pfarrkirche in Schötmar, einem Ortsteil von Bad Salzuflen im Kreis Lippe (Nordrhein-Westfalen). Kirche und Gemeinde gehören zum Pastoralverbund Lippe West des Dekanats Bielefeld-Lippe im Erzbistum Paderborn.

## Geschichte
Nach dem Zweiten Weltkrieg wuchs in Schötmar die Gemeinde vor allem durch Vertriebene aus den Ostgebieten an. Dies machte einen Neubau in Schötmar notwendig. Die Kirche wurde 1953/54 nach Plänen von Josef Lucas errichtet. 1993 wurde die Fassade nachträglich mit Klinkern verkleidet.

## Architektur
Am nördlichen Ende der südlich ausgerichteten Kirche erheben sich zwei Türme ohne Fenster, welche durch ein Satteldach verbunden sind. Die Eingangsportale, eine Maßwerkrosette und die Schallöffnungen der Glockenstube liegen leicht zurück. 
Das Innere der Kirche wird von einer Balkendecke überspannt und wird von Pfeilern in sechs Teile gegliedert. Die Südwand des rechteckigen Chorraums hat eine Nische mit rechteckigem Sturz, die früher den Hochaltar aufnahm.

## Ausstattung
1972 schuf Liesel Bellmann Altar, Ambo und Tabernakel. Schwester Erentrud Trost aus der Abtei Varensell stellte 1983/84 die Verglasung und einen Wandteppich mit einer Darstellung des hl. Kilian her. An Stelle des früheren Hochaltars befindet sich heute ein 1994 von den Bildhauern Gebrüder Winkelmann geschaffenes Kreuz dessen Korpus älter ist.